# Mark Ambor
Mark Ambor, pseudonimo di Mark Gregory Damboragian (Pleasantville, 4 dicembre 1997), è un cantautore statunitense di origini armene, noto per il successo internazionale Belong Together (2024).

## Biografia

### 2019-2022: inizio della carriera e primi EP
Mark Ambor ha pubblicato il suo singolo di debutto "Fever" nell'aprile 2019 mentre l'EP Colorful è uscito nel settembre successivo. Mimi Loughlin di Fairfield Mirror ha detto "è chiaro che ha un'affinità per la creazione di canzoni orecchiabili e musicalmente allegre che colpiscono nel profondo le emozioni degli ascoltatori". Nell'ottobre 2020 il cantante ha pubblicato il singolo "It's Us Again"
A settembre 2021 è stato pubblicato "The Long Way", seguito da "Company" nel novembre 2021, "Waves" nel marzo 2022 "Hair Toss, Arms Crossed" nell'aprile 2022 e "Don't You Worry" nel luglio 2022. Nel settembre successivo il cantante ha pubblicato l'EP Hello World, che ha definito il suo "EP di debutto".

### 2023-presente: Rockwood
Nel luglio 2023 ha pubblicato il singolo "Curls in the Wind", seguito da "Good to Be" nell'ottobre 2023 e "I Hope It All Works Out" nel novembre 2023.
A febbraio 2024 il cantante ha pubblicato il singolo "Belong Together", che ha debuttato al 167° posto nella classifica globale di Billboard al di fuori degli Stati Uniti con 8,2 milioni di stream non statunitensi, all'88º posto nella Canadian Hot 100, all'87º posto nella Billboard Hot 100 con 7 milioni di stream negli Stati Uniti e al primo posto nei Paesi Bassi a luglio 2024 (Dutch Top 40).
A giugno 2024 il cantante ha annunciato l'uscita del suo album di debutto in studio Rockwood, uscito il 16 agosto successivo.

## Discografia

### Album in studio
- 2024 – Rockwood

### EP
- 2019 – Colorful
- 2022 – Hello World

### Singoli
- 2019 – Fever
- 2020 – It's Us Again
- 2021 – The Long Way
- 2021 – Company
- 2022 – Waves
- 2022 – Hair Toss, Arms Crossed
- 2022 – Don't You Worry
- 2023 – Curls in the Wind
- 2023 – Good to Be
- 2023 – I Hope It All Works Out
- 2024 – Belong Together
- 2024 – Our Way
- 2024 – Someone That's Better